# Харьковский коллегиум
Харьковский коллегиум (от лат. collegium — «товарищество, содружество»; изначально — Белгородская славяно-греко-латинская школа) — православное среднее учебное заведение, действовавшее с 1721 по 1726 год в Белгороде и с 1726 по 1817 год в Харькове.
Харьковский коллегиум, будучи одним из первых после Киево-Могилянского коллегиума и Черниговского коллегиума образцовым духовно-светским училищем на юге Россиийской империи, принадлежал к числу выдающихся учебных заведений XVIII столетия, из стен которого вышло множество деятелей не только на духовном, но и на светском поприще.
До открытия в Харькове университета (1805) Коллегиум играл весьма важную роль просветительного центра для обширного района южных земель Российской империи. Благодаря ему и сам Харьков стал приобретать центральное значение среди остальных полковых городов Белгородской черты и Слободской Украины.

## История
Основан в 1721 году в Белгороде, где находился архиерейский дом епископа Белгородского и Обоянского Епифания (Тихорского). За основу была взята Киево-Могилянская академия, созданная по образцу западных коллегиумов — закрытых средних, реже высших учебных заведений в XVI—XVIII, открывавшихся главным образом иезуитами.
В 1726 году по инициативе М. М. Голицына коллегиум был переведён в Харьков, где разместился в центре города, в доме купленном у полковника Лаврентия Шидловского. В 1731 году императрицей Анной Иоанновной он был утверждён как славяно-греко-латинская школа.
Становлению Харьковского коллегиума способствовала широкая благотворительная поддержка различных слоёв населения Слободской Украины, благодаря которой сложились его значительные земельные и хозяйственные владения: в Харькове ему принадлежало более 30 дворовых мест с разными постройками, в том числе постоялыми дворами, питейными дворами и пивоварнями; библиотека коллегиума получила, перевезённое из Нежинского Благовещенского монастыря, книжное собрание Стефана Яворского. В коллегиум принимали детей всех социальных состояний — казачества, духовенства, горожан. Наличие большого хозяйства давало возможность обучать и удерживать значительное количество учащихся (в середине XVIII века — 400, в начале XIX века — более 800).
Содержание учебных программ было близко к программам Киево-Могилянской академии и Московского университета. В Харьковском коллегиуме преподавали поэтику, риторику, философию, богословие, греческий, латинский и русский языки. В 1765 году открыты дополнительные классы по обучению французскому и немецкому языкам, музыке, математике, геометрии, рисования, инженерного дела, артиллерии, геодезии, рисования и строительства, в 1795 году введены в программу физика и естествознание, а в начале XIX века ещё и сельское хозяйство и медицину.
С 1740 годов на некоторое время за учреждением закрепилось название «академия». В 1768 году при нём начали действовать дополнительные классы, образовательная программа которых была ориентирована на светские нужды. В них преподавали немецкий и французский языки, математику, инженерное дело, живопись, музыку, архитектуру и т. д. В начале XIX века с открытием Харьковского университета (1805) ученики коллегиума слушали естественные (ботанику и физику) и медицинские университетские курсы.
С образованием Харьковского университета, первыми слушателями которого были ученики Xарьковского коллегиума, учреждение начало терять своё значение. В 1817 году комиссия духовных училищ при Священном синоде преобразовала коллегиум в семинарию третьего класса. Из уважения к памяти благотворителей коллегиума князей Голицыных за училищем было сохранено прежнее название, утраченное в 1841 году. Глубинная причина, лежавшая в основе этого преобразования, объяснялась невозможностью и отсутствием необходимости нести бремя главного центра просвещения Слободской Украины, что неизбежно превращало коллегиум в специальную школу духовного сословия. Роль, которую сыграл коллегиум в деле просвещения и распространения знаний, неоценимо высока.

## Ректоры
- Архимандрит Платон (Малиновский) (1722—1726)
- Архимандрит Митрофан (Слотвинский) (1726—1730)
- Архимандрит Варлаам (Тищинский) (1730—1740)
- Архимандрит Афанасий (Топольский) (1740 — март 1744)
- Архимандрит Гедеон (Антонский) (30 апреля 1744—1751)
- Архимандрит Рафаил (Мокренский) (1751—1758)
- Архимандрит Константин (Бродский) (1758—1763)
- Архимандрит Иов (Базилевич) (1763—1770)
- Архимандрит Лаврентий (Кордет) (1770—1775)
- Архимандрит Варлаам (Мисловский)
- Шванский (ок. 1787—1790)[4]
- Архимандрит Василий (Базилевич) (до 1800)
- Архимандрит Досифей (1800)
- Протоиерей Андрей Семёнович Прокопович (1801—1825)
- Архимандрит Тимофей (Котлярев) (1825—1827)
- Архимандрит Афанасий (Соколов) (1827—1830)
- Архимандрит Иоанн (Оболенский) (1830—1842)

## Известные преподаватели
Среди преподавателей коллегиума были: С. Базилевич, А. С. Бируков, Артемий Ведель, Стефан Витинский, Иван Двигубский,  Максим Концевич (музыка), Варлаам Миславский (ректор), Яков Назаревский, А. Острогорский, И. А. Глебов-Зимин, Иван Саблучок (Саблуков), Григорий Сковорода, Я. В. Толмачев (бывший выпускник), Стефан Флоринский, Михаил Шванский, Лаврентий (Кордет), Феофил (Татарский), А. Кастели (франц. язык, история и география), А. Фонвикант (архитектура, фортификация, геометрия), И. Орнатовский и др.

## Известные выпускники
Воспитанниками Xарьковского коллегиума были Киевский митрополит Арсений Могилянский, епископ Иов Базилевич и др.; физик Василий Петров, переводчик Николай Гнедич, врачи Григорий Базилевич и Ефрем Мухин, писатели Порфирий Кореницкий, С. и В. Александровы, Яков Толмачёв, а также Максим Ковалевский, 3ахарий Корнеев, Андрей Руновский; деятели науки и культуры: Тимофей Смеловский, Михаил Каченовский, Пётр Ярославский, Андрей Павловский, Иван Переверзев, художники Лаврентий Калиновский, Семён Маяцкий, Василий Неминущий и др.